# Aleksandra Avramović
Pour les articles homonymes, voir Avramović.
Aleksandra Avramović est une ancienne joueuse de volley-ball serbe née le 3 juillet 1982 à Priboj. Elle mesure 1,89 m et jouait au poste de centrale. Elle a totalisé 35 sélections en équipe de Serbie.

## Clubs
| Club                 | De        | À         |
| -------------------- | --------- | --------- |
| Jedinstvo Uzice      | 1995-1996 | 2003-2004 |
| CSU Metal Galați     | 2004-2005 | 2006-2007 |
| Volley San Vito      | 2007-2008 | 2007-2008 |
| Postar 064 Belgrade  | 2008-2009 | 2008-2009 |
| Rabita Bakou         | 2009-2010 | 2009-2010 |
| Nilüfer Belediye     | 2010-2011 | 2010-2011 |
| Jedinstvo Uzice      | 2011-2012 | 2011-2012 |
| OK Crnokosa Kosjerić | 2012-2013 | 2012-2013 |
| Újpesti TE           | 2014-2015 | 2015-2016 |

## Palmarès
- Championnat de Serbie-et-Monténégro
  - Vainqueur : 1997, 1998, 1999, 2000, 2001.
  - Finaliste : 2003, 2004.
- Coupe de Serbie-et-Monténégro
  - Vainqueur : 1997, 1998, 1999, 2000, 2003.
  - Finaliste : 2001, 2002.
- Top Teams Cup
  - Finaliste : 2002.
- Championnat de Roumanie
  - Vainqueur : 2007.
- Coupe de Roumanie
  - Vainqueur : 2007.
  - Finaliste : 2005.
- Championnat de Serbie
  - Vainqueur : 2009.
- Coupe de Serbie
  - Vainqueur : 2009.
- Championnat d'Azerbaïdjan
  - Vainqueur : 2010.
- Coupe de Turquie
  - Finaliste : 2011